# ラリー・マイリックス
ラリー・マイリックス（Larry Myricks、1956年3月10日 - ）は、アメリカ合衆国ミシシッピ州クリントン出身の男子元陸上競技選手である。1970年代から1980年代にかけて走幅跳で活躍し、1988年ソウルオリンピックでは銅メダルを獲得した。
1968年以降、男子走幅跳ではボブ・ビーモンの8m90という大記録が世界記録として君臨していたが、それに続く記録はラルフ・ボストンとイゴール・テルオバネシアンの8m35であった。ビーモン自身も8m35以上跳んだのは1968年メキシコシティーオリンピックの8m90ただ1回、つまり8m35から8m90の間の55cmは全くの未踏地帯として、メキシコシティーオリンピック以降70年代前半は推移していた。そこに現れたのがマイリックスで、1977年から8m40、8m50と空白を埋めるかのように自己記録・世界歴代2位記録を更新し続けた。同年代に活躍したカール・ルイスやマイク・パウエルの影に隠れがちであったが、彼の自己ベスト8m74は2021年8月現在でも世界歴代5位タイの記録である。
1980年モスクワオリンピックのボイコットなど、オリンピックの金メダルこそ取れず世界記録の更新とも縁がなかったが、マイリックスが歴史に残る名選手であることは間違いない。

## 自己ベスト
- 走幅跳　8m74　（1988年7月18日）
- 200m　20秒03　（1983年6月19日）

## 実績
| 年   | 大会                       | 場所                                 | 結果 | 記録 |
| ---- | -------------------------- | ------------------------------------ | ---- | ---- |
| 1979 | IAAF陸上ワールドカップ     | モントリオール（カナダ）             | 1位  | 8m52 |
| 1987 | 世界室内陸上競技選手権大会 | インディアナポリス（アメリカ合衆国） | 1位  | 8m23 |
| 1987 | 世界陸上競技選手権大会     | ローマ（イタリア）                   | 3位  | 8m33 |
| 1988 | オリンピック               | ソウル（大韓民国）                   | 3位  | 8m27 |
| 1989 | 世界室内陸上競技選手権大会 | ブダペスト（ハンガリー）             | 1位  | 8m37 |
| 1989 | IAAFグランプリファイナル   | モンテカルロ（モナコ）               | 1位  | 8m54 |
| 1991 | 世界陸上競技選手権大会     | 東京（日本）                         | 3位  | 8m42 |